# Lorem ipsum
Lorem Ipsum je nadomestno besedilo, ki se uporablja pri oblikovanju vseh besedilnih struktur (publikacije, reklamna sporočila, spletne strani, itd.)

## Zgodovina
Lorem ipsum se uporablja že vse od leta 1500, ko ga je uporabil neznani tiskar, ko je natisnil vzorčno knjigo. Ne samo, da je preživel 500 let, temveč se je nespremenjen tudi uspešno uvedel v računalniškem oblikovanju. Množična uporaba se je pričela leta 1960 z izdajo Letraset sheets, ki je vsebovala Lorem ipsum, v zadnjem času pa z izdajo namiznih aplikacij, kot sta Aldus PageMaker ter Adobe InDesign.
Čeprav je Lorem Ipsum videti kot naključno besedilo, njegove korenine dokazujejo ravno nasprotno. Besedilo izvira iz latinske literature približno leta 45 pred našim štetjem. Njegov avtor je znani rimski govorec Cicero, ki je to besedilo objavil v knjigi »de Finibus Bonorum et Malorum« (Skrajnosti dobrega in zla). Najditelj tega citata v Cicerovem tekstu je bil Richard McClintock, profesor latinščine na univerzi Hampden-Sydney College v Virginii. Znani stavek Lorem ipsum dolor sit amet je sestavil iz vsebine dveh poglavij Cicerove knjige v sekcijah 1.10.32 in 1.10.33.

## Uporaba
Lorem ipsum se uporablja, da ne zamoti bralca s tekstom z vsebino, medtem ko gleda samo postavitev in obliko strani. Besedilo zaradi postavitve deluje na pogled bolj podobno tekstu z vsebino kot vstavljanje besed »Tu je besedilo tu je besedilo tu je besedilo tu je besedilo ...«.

## Lorem ipsum iz leta 1500
»Lorem ipsum dolor sit amet, consectetur adipisicing elit, sed do eiusmod tempor incididunt ut labore et dolore magna aliqua. Ut enim ad minim veniam, quis nostrud exercitation ullamco laboris nisi ut aliquip ex ea commodo consequat. Duis aute irure dolor in reprehenderit in voluptate velit esse cillum dolore eu fugiat nulla pariatur. Excepteur sint occaecat cupidatat non proident, sunt in culpa qui officia deserunt mollit anim id est laborum.«